# 호텐토트

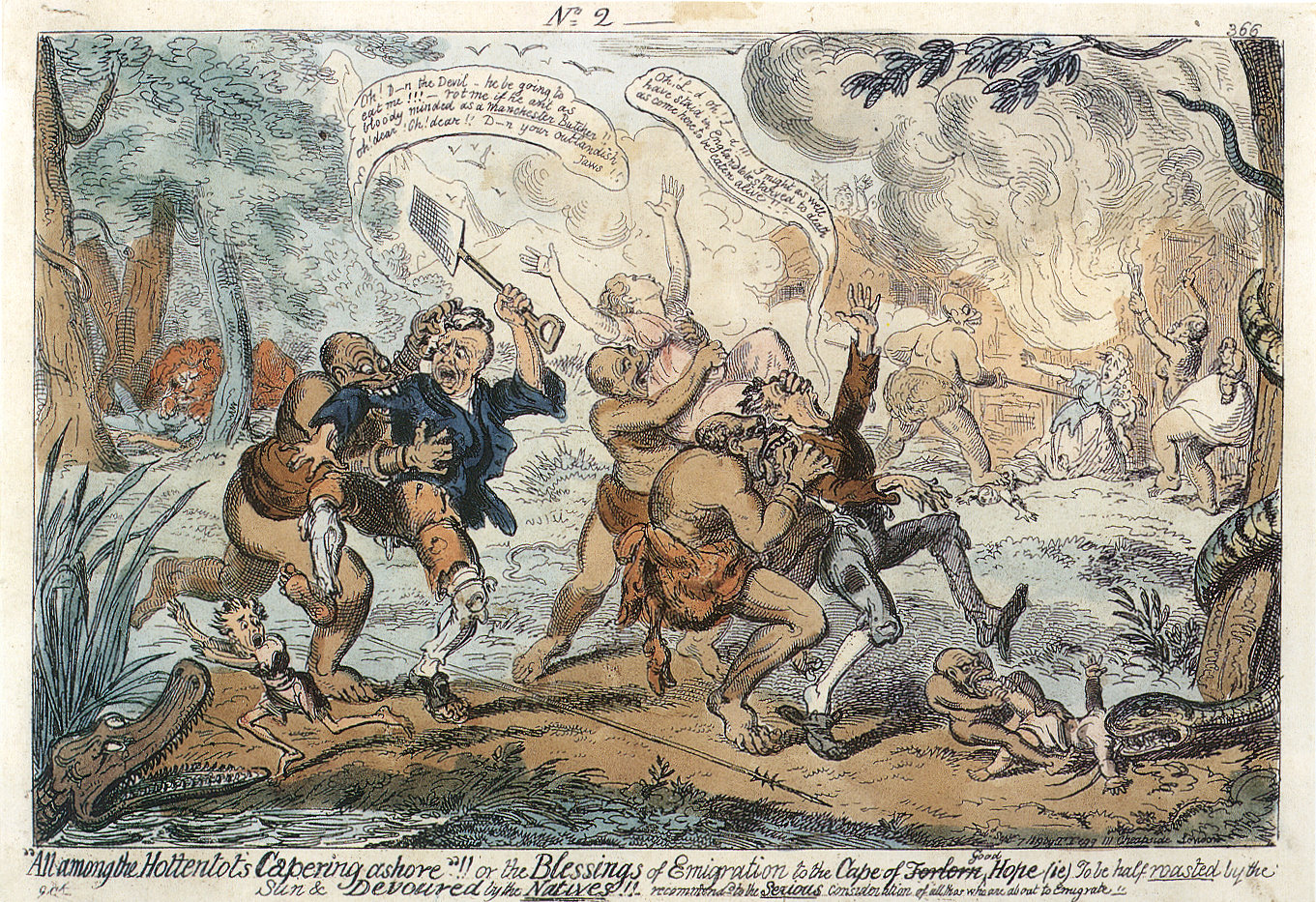
식인종 "호텐토트"에게 공격당하는 정착민 (1820년 캐리커처)

호텐토트(Hottentot)는 남아프리카의 비(非)반투족 목축민족들(코이코이인, 코이산인 등)을 가리키던 말이다. 오늘날에는 인종주의적 차별어로 여겨진다.
"호텐토트"라는 말은 1650년대에 네덜란드령 케이프 식민지를 건설한 네덜란드인 정착민들로부터 비롯되었고, 17세기에 네덜란드어에서 영어로 유입되었다. 하지만 네덜란드인들이 처음 사용했다는 것 외에 이 말의 정확한 의미는 알려져 있지 않다. 네덜란드인들이 원주민의 언어 나마어의 흡착음을 두고 "말더듬이"라는 뜻으로 사용했다는 것이 통설이지만, 이 설을 뒷받침할 만한 물증은 존재하지 않는다. 코이코이인이나 산인들이 연호하는 구호 소리에서 비롯되었다는 설도 있지만 이것 역시 딱히 증거는 없다.